# Queensway Station
Queensway Station er en London Underground-station på Central line, kun lige indenfor City of Westminsters grænse til Kensington and Chelsea-distriktet. Den ligger ved krydset mellem Queensway og Bayswater Road og er nordvest for Kensington Gardens. Den er mellem Notting Hill Gate mod vest og Lancaster Gate mod øst og er i takstzone 1.

## Historie
Den åbnede den 30. juli 1900 som Queen's Road og blev omdøbt den 9. september 1946. Bygningen er en af få overlevende bygninger designet for Central London Railway af Harry Bell Measures, og som åbnede i 1900.

## Stationen i dag
Der er en transversal øst for stationen, der gør, at tog fra Ealing Broadway eller West Ruislip kan vende her. Transversalen bruges dog stort set aldrig.

### Ombygning
Stationen var lukket mellem 8. maj 2005 og 14. juni 2006 for at blive moderniseret. Arbejdet blev udført, da det var nødvendigt at udskifte stationens to (meget gamle) elevatorer, der brød ned gentagne gange op til stationens lukning. Derudover er stationen blevet moderniseret, og fliserne udskiftet, ligesom der blev opsat kopier af de oprindelige lamper på facaden.
Projektets oprindelige deadline var den 9. maj 2006. Det lykkedes dog hverken entreprenørerne, Metronet, at nå denne eller den reviserede deadline, 12. juni, og Transport for London udgav en barsk pressemeddelelse, der citerede London Undergrounds administrerende direktør Tim O'Toole: "Dette er endnu en, og forhåbentligt den sidste, patetiske forsinkelse på et projekt, som Metronet ikke har kunnet udføre til tiden." Station genåbnede endeligt den 14. juni 2006.
Under moderniseringen var den nærmeste station Bayswater på Circle og District lines, hvilken også ligger på Queensway, cirka 100 m nord for Queensway Station. På trods af, at de 2 stationer ligger nær hinanden, er de ikke forbundet.
De nye Otis-elevatorer viste sig at være upålidelige. I maj 2010 blev det slået op i billethallen, at først den ene elevator og bagefter den anden ville få justeret dørene. Dette arbejde varede indtil august 2010.

## Transportforbindelser
London buslinjer 70, 94, 148 og 390.

## Galleri
- Østgående perron
- Vestgående perron
- Rondel på perron